# George Brayton
George Brayton (3 ottobre 1830 – 17 dicembre 1892) è stato un ingegnere statunitense, noto per l'ideazione del Ciclo di Brayton-Joule e per l'introduzione del processo di combustione continua, che è alla base della realizzazione delle turbine a gas.